# 本杰明·戴 (出版商)
本杰明·戴（Benjamin Day，1810年—1889年），美国19世纪便士报兴起时《纽约太阳报》的创办人，插画家。纽约太阳报也被认为是第一份成功的便士报。